# Sogblettir
Sogblettir (isl. Knutschflecke) war eine isländische Punkband, die von 1986 bis 1988 existierte. Die Band wurde von den Freunden Arnar Sævarsson (Björks Halbbruder), Ari Eldon und Gunnar Sæmundsson gegründet. In ihrer ersten Formation mit dem Sänger Jón Júlíus Filippusson gab die Band recht aggressiven Hardcore Punk zum Besten und veröffentlichte eine selbstbetitelte EP. Nach dem Ausstieg von Jón Július veränderte sich auch der Sound der Band. Mit dem neuen Sänger Grétar legte  man sich ein weitaus düstereres Image zu. Der vormals punkorientierte Sound rückte stilistisch nunmehr in die Nähe von Bauhaus und anderen Gothic-Rock-Vertretern. Nach nur einem Album, Fyrsti kossinn, löste sich die Band auf.

## Diskografie
Alben
- 1988: Fyrsti kossinn

EPs
- 1987: Sogblettir